# Skaraborgs Sjukhus Falköping

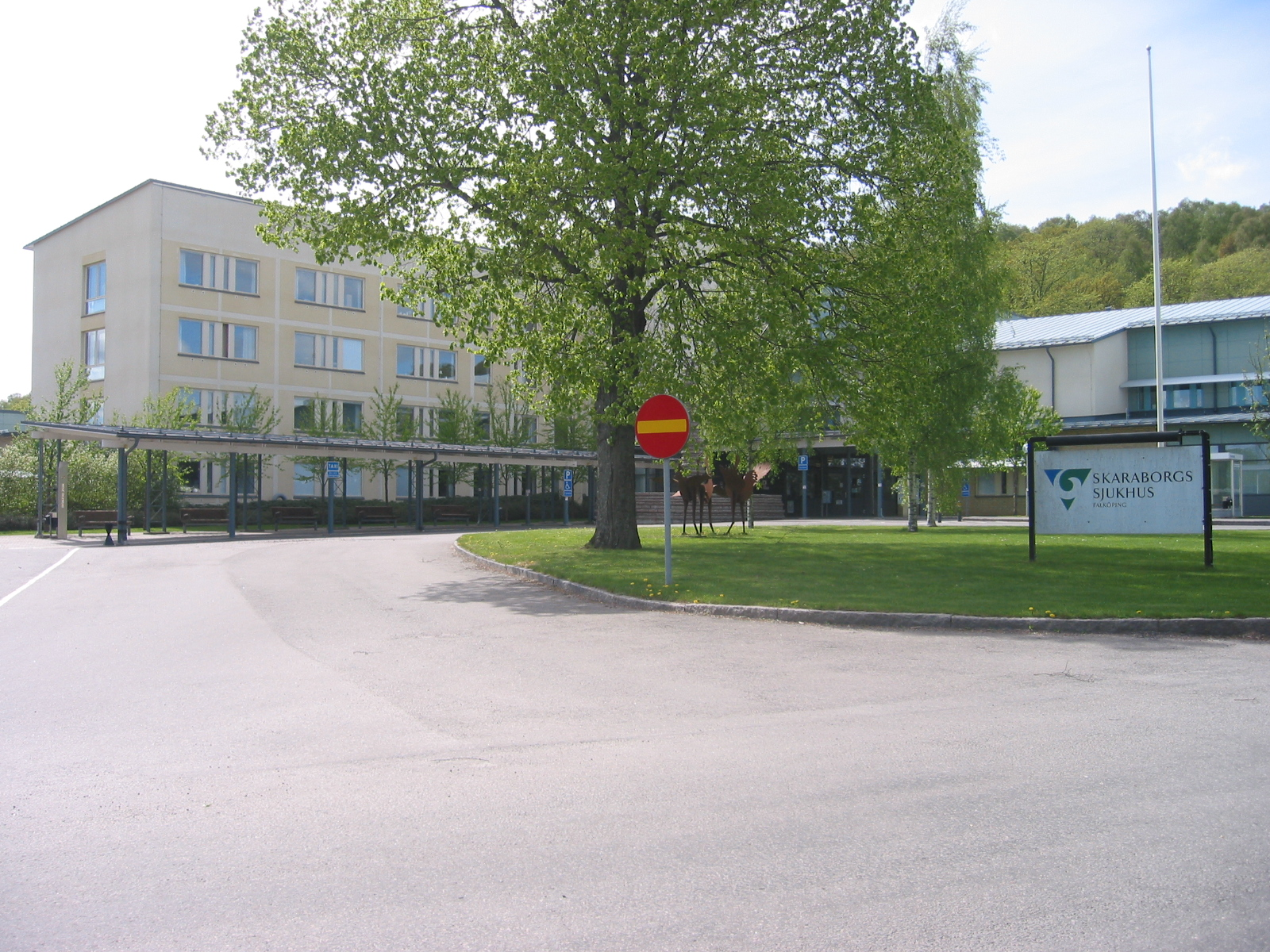
Huvudbyggnaden vid Skaraborgs Sjukhus Falköping

Skaraborgs Sjukhus Falköping är ett sjukhus beläget i norra Falköping vid Mössebergs sluttning. Inom upptagningsområdet bor cirka 45000 personer. Sjukhuset i Falköping är ett av fyra sjukhus inom Skaraborgs sjukhus. Verksamhet som bedrivs är främst specialiserad vård. Sjukhuset i Falköping är även centrum för rättspsykiatrisk vård i Skaraborg.

## Historik
Det som idag kallas Skaraborgs Sjukhus Falköping har sitt ursprung i två separata sjukhus, det landstingsägda länslasarettet och det statliga mentalsjukhuset.

### Länslasarettet

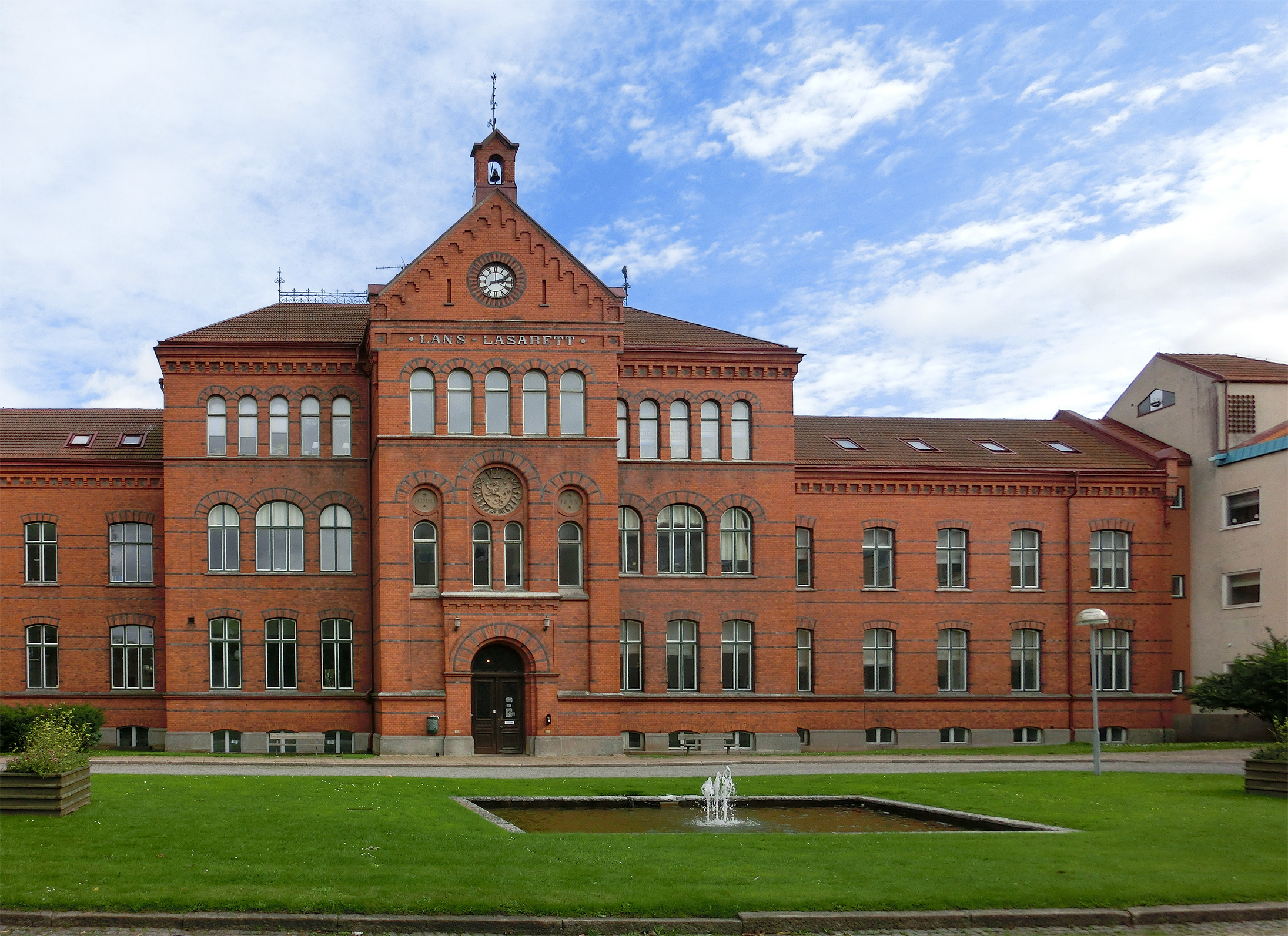
Gamla sjukhusbyggnaden vid Odengatan byggd 1894

Det första lasarettet i Falköping invigdes 15 oktober 1856 och inrymde då 30 vårdplatser samt bl.a. läkarbostad. I november 1894 stod ett helt nytt sjukhus klart ett hundratal meter norrut, vid nuvarande Odengatan. Detta nya sjukhus hade moderniteter såsom elektrisk belysning med elektricitet alstrad från egen ångmaskin samt tvättställ med rinnande vatten där "genom olika kranar kan efter behag varmt eller kallt vatten erhållas". Ledande arkitekt bakom nybygget var Magnus Steendorff.
Från 1950-talet och framåt byggdes sjukhuset successivt ut och 1970 var det som störst med 439 vårdplatser. All typ av vårdverksamhet bedrevs då i sjukhuset som då delade på funktionen som länets centrallasarett tillsammans med Sjukhuset i Lidköping. Sjukhuset i Falköping hette vid denna tid Centrallasarettet Falköping. 1976 invigdes sista etappen av länets nya centralsjukhus, Kärnsjukhuset i Skövde (KSS). Det innebar att från 1973 fram till 1976 flyttades delar av verksamheten i Falköping i etapper till KSS. Sjukhuset i Falköping kallades därefter bassjukhus.

### Falbygdsklinikerna
Mentalsjukvården var tidigare huvudsakligen under statligt ansvar och mentalpatienterna från Skaraborg skickades till Ryhov i Jönköping. Men på 1960-talet byggdes ett helt nytt mentalsjukhus upp under ledning av Einar Åseby, Falbygdens sjukhus, med 800 vårdplatser i norra utkanten av Falköping för att ta hand om patienterna i Skaraborg. År 1967 övertog landstingen mentalsjukvården från staten och mentalsjukhuset bytte namn till Falbygdsklinikerna. Därmed hade landstinget två separata sjukhus i Falköping.

### Sammanslagningen 1990-talet och framåt
På 1990-talet slogs de båda sjukhusen samman och koncentrerades till Falbygdsklinikernas område. Helt nya lokaler byggdes för att inrymma den verksamhet som tidigare funnits i centrum. Organisatoriskt blev Falbygdsklinikerna nu en psykiatrisk avdelning under bassjukhuset i Falköping.